# Marion King Hubbert
Marion King Hubbert (San Saba, 5 ottobre 1903 – Bethesda, 11 ottobre 1989) è stato un geofisico statunitense dei laboratori di ricerca della compagnia petrolifera Shell Oil Company di Houston.
Autore di importanti ricerche di geofisica e geologia con forti implicazioni politiche (picco di Hubbert), viene spesso ricordato come M. King Hubbert o King Hubbert.
(M. King Hubbert)

## Biografia
Hubbert nacque nel comune texano di San Saba nel 1903. Studiò all'Università di Chicago, ottenendo il Bachelor of Science nel 1926, il Master's degree nel 1928 e il dottorato (Ph.D.) nel 1937 con studi in geologia, matematica e fisica.
Lavorò per la Shell dal 1943 al 1964. Dopo il suo ritiro dalla Shell lavorò come ricercatore di geofisica per la United States Geological Survey fino al 1976. Fu anche professore di geologia e geofisica all'Università di Stanford dal 1963 al 1968 e all'Università di Berkeley dal 1973 al 1976. Hubbert fu anche membro della National Academy of Sciences e della American Academy of Arts and Sciences, oltre ad essere presidente della Geological Society of America. Morì nel 1989.

## Ricerche
M. King Hubbert fu autore di diverse ricerche in ambito geofisico, tra cui una dimostrazione che lo strato roccioso della crosta terrestre assume comportamenti plastici sotto l'azione di grandi pressioni. Fece anche diversi studi sui flussi dei fluidi sotterranei.
Ben più famosi furono però i suoi studi sulla capacità dei giacimenti petroliferi, di carbone e delle riserve di gas naturale. Hubbert definì una legge per seguire l'evoluzione temporale della produzione di un qualsiasi giacimento di fonte fossile, in base all'assunto che inizialmente ogni giacimento viene sfruttato solo superficialmente e raggiunge il massimo della produzione quando arriva a circa metà della sua capacità produttiva, avendo in seguito un decremento mano a mano che sono richieste tecnologie più costose per sfruttarne la parte restante.
Hubbert basò la sua teoria sull'osservazione dei dati storici della produzione di carbone in Pennsylvania, aggiungendo in seguito una trattazione matematica generalizzata (curva di Hubbert).

Estrapolando la sua teoria al futuro della produzione di petrolio degli stati continentali americani, Hubbert fece la previsione (nel 1956) che agli inizi degli anni settanta, gli Stati Uniti d'America avrebbero raggiunto il loro 'picco di produzione' petrolifera.
Le conclusioni di Hubbert furono inizialmente trattate con sufficienza dagli ambienti scientifici ed economici, situazione che cambiò radicalmente nei primi anni settanta, quando, effettivamente, i 48 stati continentali USA raggiunsero il loro picco di produzione. La concomitanza di questi eventi con le crisi petrolifere del 1973 e del 1979 fece di M. King Hubbert forse il geofisico più famoso del mondo.
Negli ultimi anni diversi studiosi in tutto il mondo (tra cui Colin Campbell, Jean Laherrère, Duncan ed altri) hanno ripreso le sue teorie cercando di estrapolare e formalizzare meglio i suoi risultati al fine di prevedere il picco di Hubbert della produzione mondiale di petrolio e gas naturale. Sebbene tali analisi risultino molto più complicate a causa della grande incertezza sulle riserve petrolifere di molti stati, la maggior parte delle analisi fa cadere il 'picco di Hubbert' all'incirca nel secondo o terzo decennio del XXI secolo.